# درویشان (جهرم)
درویشان (جهرم)، روستایی از توابع بخش سیمکان شهرستان جهرم در استان فارس ایران است.

## جمعیت
این روستا در دهستان پل به پایین قرار دارد و بر اساس سرشماری مرکز آمار ایران در سال ۱۳۸۵، جمعیت آن ۱۴۲ نفر (۲۶ خانوار) بوده‌است.